# Niccolò Zucchi
Niccolò Zucchi, italijanski jezuit,  astronom in fizik, * 6. december 1586, Parma, vojvodini Parma in Piacenza, † 21. maj 1670, Rim, Italija.

## Življenje in delo
Zucchi je študiral retoriko v Piacenzi in teologijo v Parmi. Kasneje je učil na Rimskem kolegiju v Rimu (Collegium Romanum), ki so ga vodili jezuiti. Spoznal je Keplerja, ki ga je navdušil za astronomijo. Z njim si je dopisoval tudi po vrnitvi v Rim. Nekoč je imel Kepler denarne težave in Zucchi mu je na pobudo jezuitskega znanstvenika Paula Guldina podaril tudi svoj daljnogled. Kepler je to omenil v svoji knjigi Sanje.
Večino življenja je Zucchi preživel kot profesor matematike in teologije v Padovi.
Leta 1616 je Zucchi s pomočjo obrtnikov zgradil preprost sistem zrcalnega daljnogleda (reflektorja), verjetno sploh prvega. S pomočjo njegove zamisli je leta 1636 Mersenne predlagal uporabo paraboloidnih zrcal, kar pa tehnično tedaj še ni bilo izvedljivo. Leta 1652 je Zucchi svoj daljnogled opisal v delu Optica philosophia [experimentis et ratione a fundamentis constituta]. Njegov sistem je leta 1668 izpopolnil Newton s prvim uporabnim zrcalnim daljnogledom in pri tem našel rešitev, kako pogledati sliko, ne da bi se z glavo zastrlo zrcalo, kar je bila glavna slabost Zucchijevega sistema. V Newtonovem sistemu je pot svetlobnega curka preusmerjana z glavne optične poti pravokotno navzven proti okularju.
17. maja 1630 je Zucchi skupaj z jezuitskim tovarišem Daniellom Bartolijem s svojim daljnogledom opazoval pege na Jupitru. Leta 1640 je poročal o pikah na Marsu. Verjel je, da je Venera bliže Soncu kot Merkur. Naj bi opazoval ekvatorialne pasove na Jupitru, o čemer pa mnogi dvomijo, saj bi jih lahko videl le z refraktor in ne skozi svoj reflektor. Njegov sistem s konkavno lečo v vlogi okularja ni imel dovolj ločljivosti in slika ni bila preveč ostra, tako da ga je to odvrnilo od nadaljnjega raziskovanja na tem področju. Poleg tega je sliko opazoval od strani, kar je povzročilo še dodatne optične napake. Prednost njegovega sistema pred uporabo leč pa je bila, da ni imel barvne napake. Verjetno pa se Zucchi ni dovolj zavedal pomena svojega sistema daljnogleda in ni naprej delal v tej smeri.
Leta 1646 in 1649 je objavil dve deli iz mehanike, kjer je pisal tudi o magnetizmu. Zavračal je pojem vakuuma, čeprav so Pascalovi preskusi z barometri kazali drugače.
Pri vsem tem pa je bil silno preprost in globoko veren. V jezuitskem redu so mu zato zaupali vrsto odgovornih služb (opominjevalec generala, rektor hiše profesov, spovednik v konklavu, papeški pridigar). Že pri dvanajstih letih je s krvjo napisal posvetilno molitev Mariji »O Gospa moja«.

## Priznanja

### Poimenovanja
Po njem se imenuje udarni krater Zucchi (Zucchius) na Luni.